# Max (Krokodil)

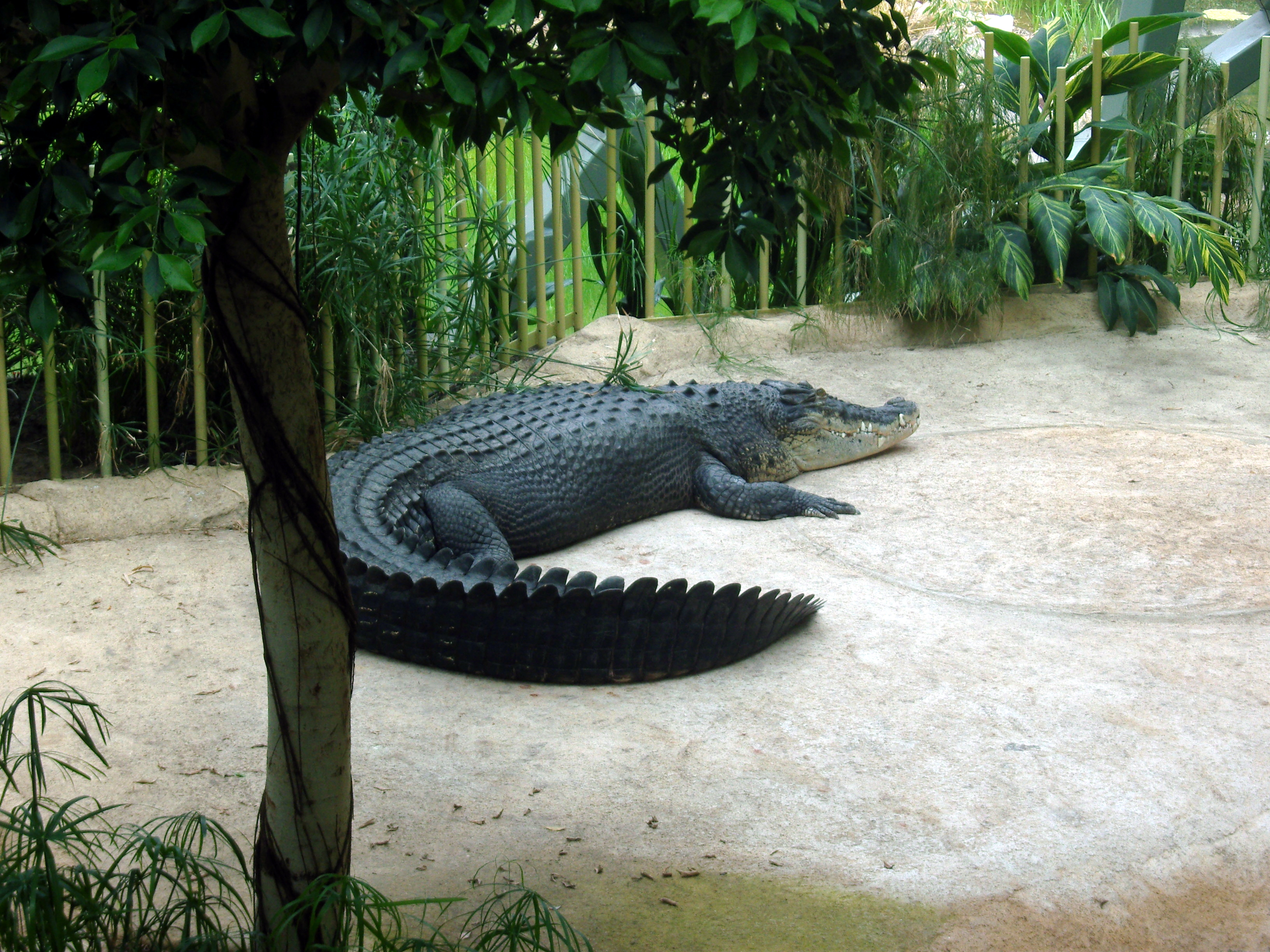
Max (Aufnahme vom April 2011)

Max (* um 1956; † 6. Juli 2015 in Dresden) war ein Leistenkrokodil, das im Dresdner Zoo zum jahrzehntelangen Publikumsliebling und inoffiziellen Maskottchen avancierte. Das fast fünf Meter lange und mehr als 400 Kilogramm schwere Krokodil wurde etwa 60 Jahre alt.

## Leben
Max kam am 2. Oktober 1958 als eines von zwei namenlosen, etwa zweijährigen Leistenkrokodilen aus dem Tierpark Berlin in den Zoo Dresden. Ob das Krokodil im Berliner Tierpark oder in Asien geboren wurde, ist nicht mehr nachvollziehbar, da zu dieser Zeit alle Tierlieferungen für Tierparks der DDR über Berlin abgewickelt wurden. Nach Richard Weigl (Zoo Frankfurt) handelte es sich bei Max um das Krokodilmännchen, das der in Indonesien tätige Forscher H. Kern des West-Berliner Robert Koch-Instituts Anfang September 1958 aus Sumatra an den Berliner Tierpark versendete. Mit der Präsentation des Krokodils sollte die Attraktivität des im Zweiten Weltkrieg schwer zerstörten Dresdner Zoos erhöht werden. Das Krokodil hatte bei seiner Ankunft eine Länge von ca. 60 cm. Seinen Namen „Max“ erhielt es wahrscheinlich vom damaligen Leiter des Terrariums, Franz Dünnebier. Zur gleichen Zeit besaß der Zoo einen Mississippi-Alligator mit Namen „Moritz“ (Max und Moritz).
In den ersten Jahren wurde Max gemeinsam mit einigen anderen Alligatoren, Nil- und Kubakrokodilen in einem schuppenartigen Provisorium gehalten. Aus Anlass des 100. Zoojubiläums entstand 1961 ein Terrarium-Neubau, in dem das Krokodil in einem größeren Gehege mit Wasserbecken und einer kleinen Insel seinen neuen Platz fand. Hier war es noch bis 2010 untergebracht. Mit zunehmender Körpergröße wurde Max zum Besucherliebling und zum populärsten Zoobewohner. Ein langjähriger Pfleger und Chef des Vereins Zoofreunde Dresden äußerte dazu: „Über die Jahre hat sich Max zu einer wahren Institution im Zoo entwickelt. Wenn Sie in Dresden nach dem Namen des Zoodirektors fragen, weiß wohl kaum jemand die richtige Antwort. Aber Max kennen alle“.
Als 2010 das Prof.-Brandes-Haus eröffnet wurde, zog Max in ein deutlich vergrößertes Terrarium in diesem Gebäude. Bei der letzten vorgenommenen Messung Anfang 2015 war das Krokodil rund 4,90 Meter lang und etwa 430 Kilogramm schwer und damit größtes Leistenkrokodil in einem europäischen Zoo. Seine Größe war auch der Grund, dass Max auch nach dem Umzug in ein größeres Becken ohne Partnerin gehalten wurde, da kein adäquates weibliches Tier beschafft werden konnte.
Anfang Mai 2015 verschlechterte sich sein Gesundheitszustand deutlich. Max fraß nicht mehr richtig, war schwach und lethargisch. Schlechte Blutwerte wiesen auf eine verminderte Nierenfunktion hin. Eine Untersuchung, zu der drei nationale Reptilienexperten aus München, Augsburg und Berlin anreisten, zeigte, dass eine Entzündung der Klaue des rechten Vorderfußes bereits den Knochen erreicht hatte. Vermutlich hatte sich Max diese Verletzung Anfang Mai zugezogen. Zunächst konnte sein Zustand durch Antibiotika, Salben und Desinfektionslösungen wieder stabilisiert werden. Jedoch verweigerte er später erneut das Fressen. Am Morgen des 6. Juli 2015 fand man ihn leblos in seinem Gehege.

## Untersuchungen nach seinem Tod

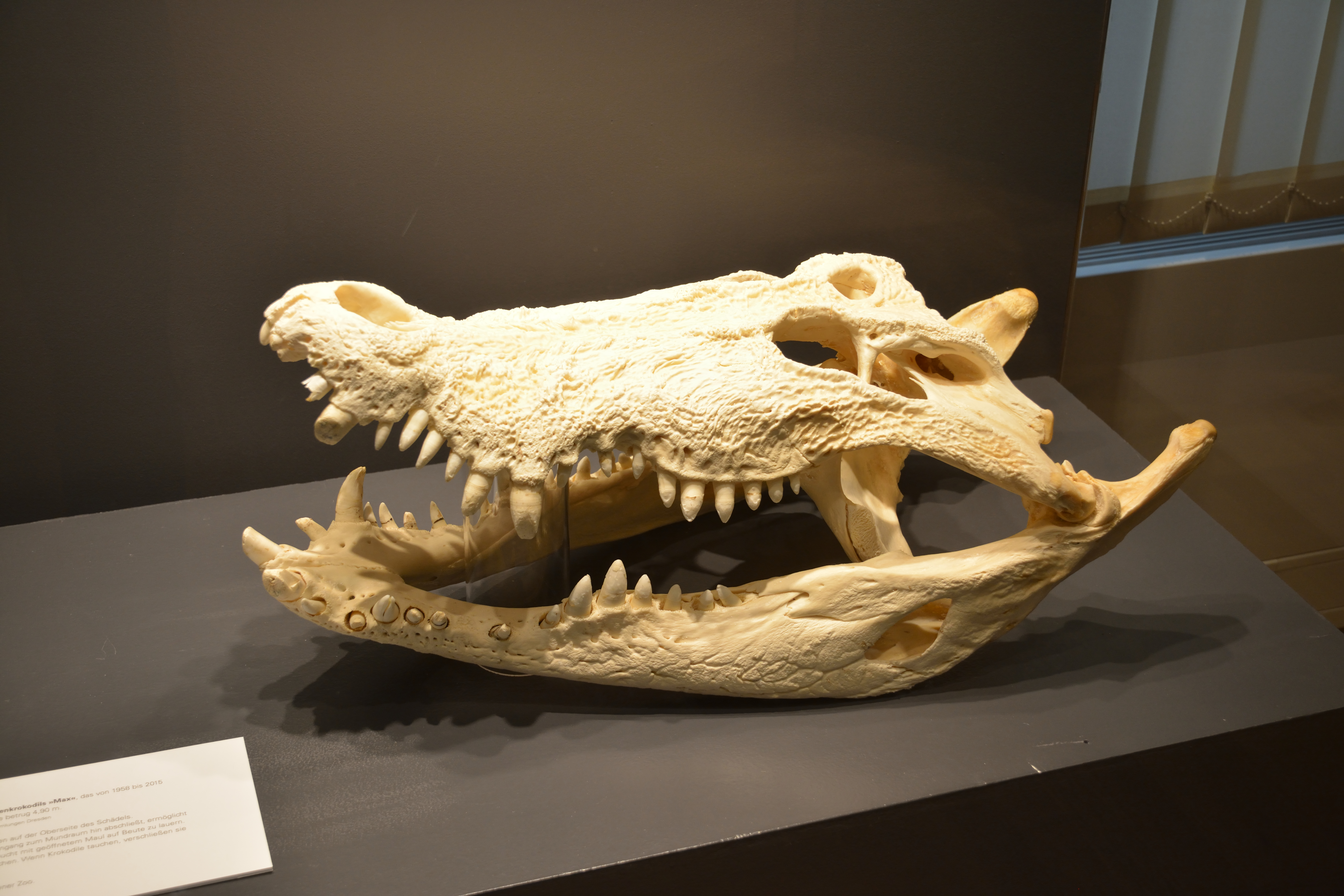
Schädel von Max im Senckenberg Museum für Naturkunde Görlitz

Nach seinem Tod wurde Max zur pathologischen Untersuchung an das Leibniz-Institut für Zoo- und Wildtierforschung in Berlin gebracht. Diese ergab als Todesursachen eine hochgradige eitrige Entzündung des rechten Schultergelenks sowie eine eitrige Bronchitis mit Lungenabszessen. Nach Abschluss der Untersuchungen wurde der Körper den Senckenberg Naturhistorische Sammlungen Dresden übergeben, wo ein Skelettpräparat für Forschungszwecke hergestellt werden soll. Eine Plastik des Schädels ist im Prof.-Brandes-Haus ausgestellt. Außerdem wird eine dauerhafte Erinnerung in Form einer Gedenktafel oder eines Denkmals erwogen.